# Charles Frohman

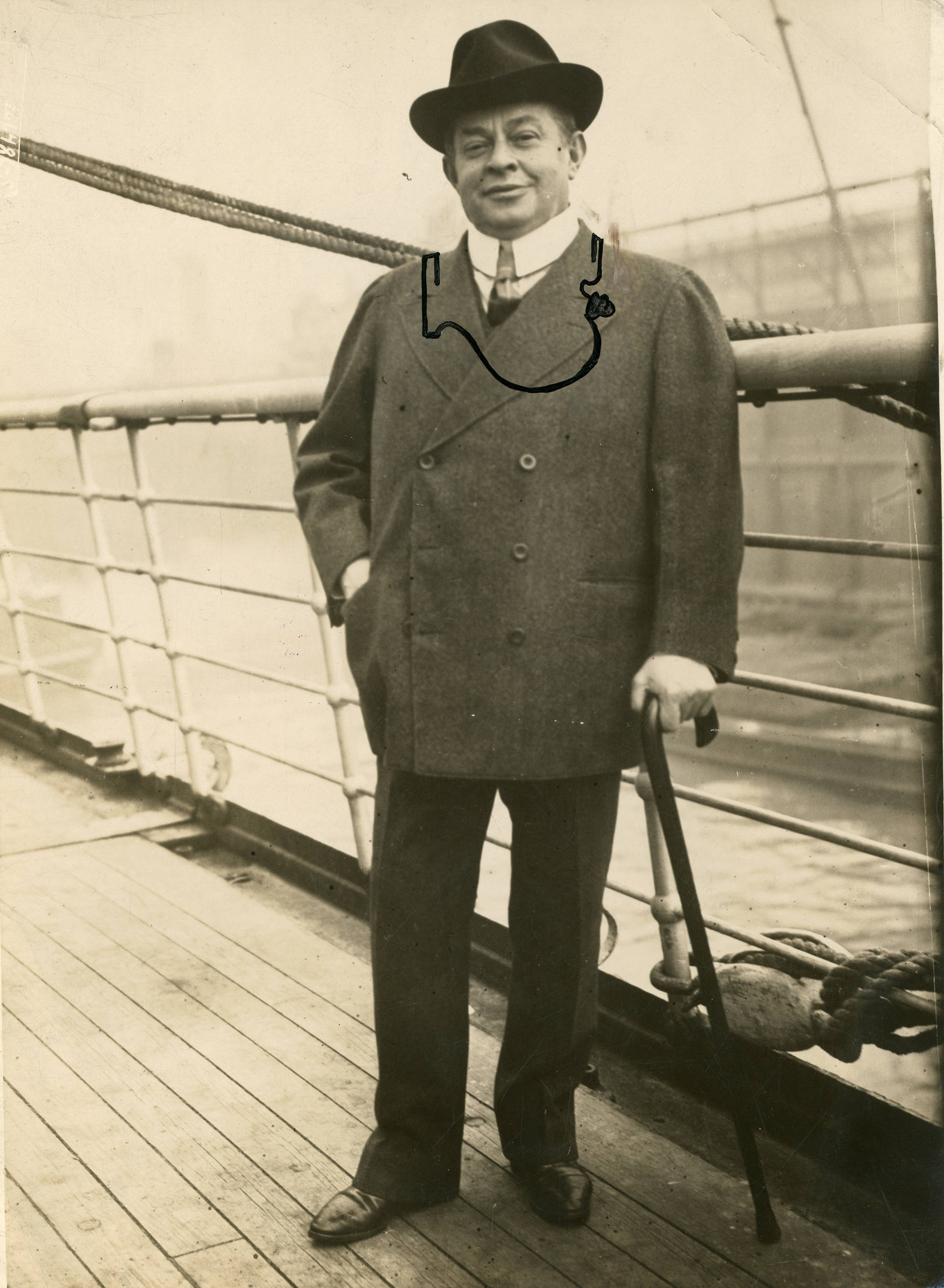
Charles Frohman (1914).

Charles Frohman (* 15. Juli 1856 in Sandusky, Erie County, Ohio; † 7. Mai 1915 im Atlantischen Ozean vor Irland) war ein US-amerikanischer Theaterdirektor und Produzent.

## Herkunft und Werdegang
Charles Frohman kam als sechstes von sieben Kindern von Henry Frohman (1826–1899) und Barbara „Babette“, geb. Straus (1828–1891), eines jüdischen Ehepaares in Sandusky, Ohio zur Welt. Er war der Bruder von Daniel (1851–1940), Gustave (1854–1930), Caroline, Emma, Henrietta und Rachel. Als Frohman acht Jahre alt war, zog seine Familie nach New York City, wo er als Jugendlicher als Zeitungsausträger bei der Zeitung New York Graphic anfing. Später wechselte er zur New York Tribune, wo auch sein Bruder Daniel arbeitete. Ein Jahr später stieg er in das Management der Zeitung ein. Er entwickelte eine Vorliebe für das Theater und arbeitete sich bis zum Produzenten und Eigentümer eines eigenen Theaters hoch. Zusammen mit seinen Brüdern managte er zeitweise das Madison Square Theatre. Seinen ersten Erfolg als Produzent hatte er 1889 mit Bronson Howards Stück Shenandoah.

## Theaterimpresario

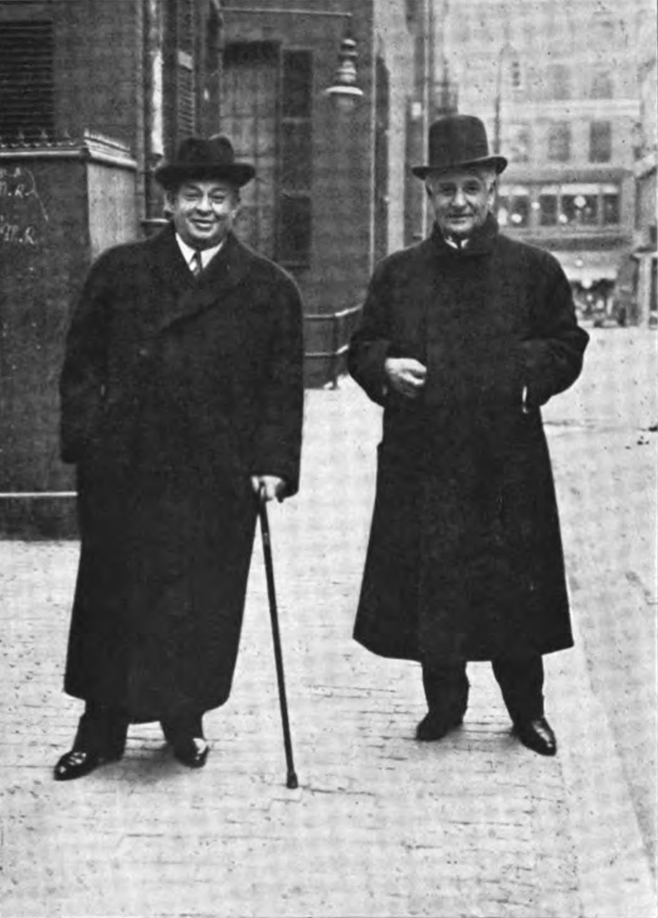
Charles Frohman mit David Belasco in Boston, 3. April 1915.

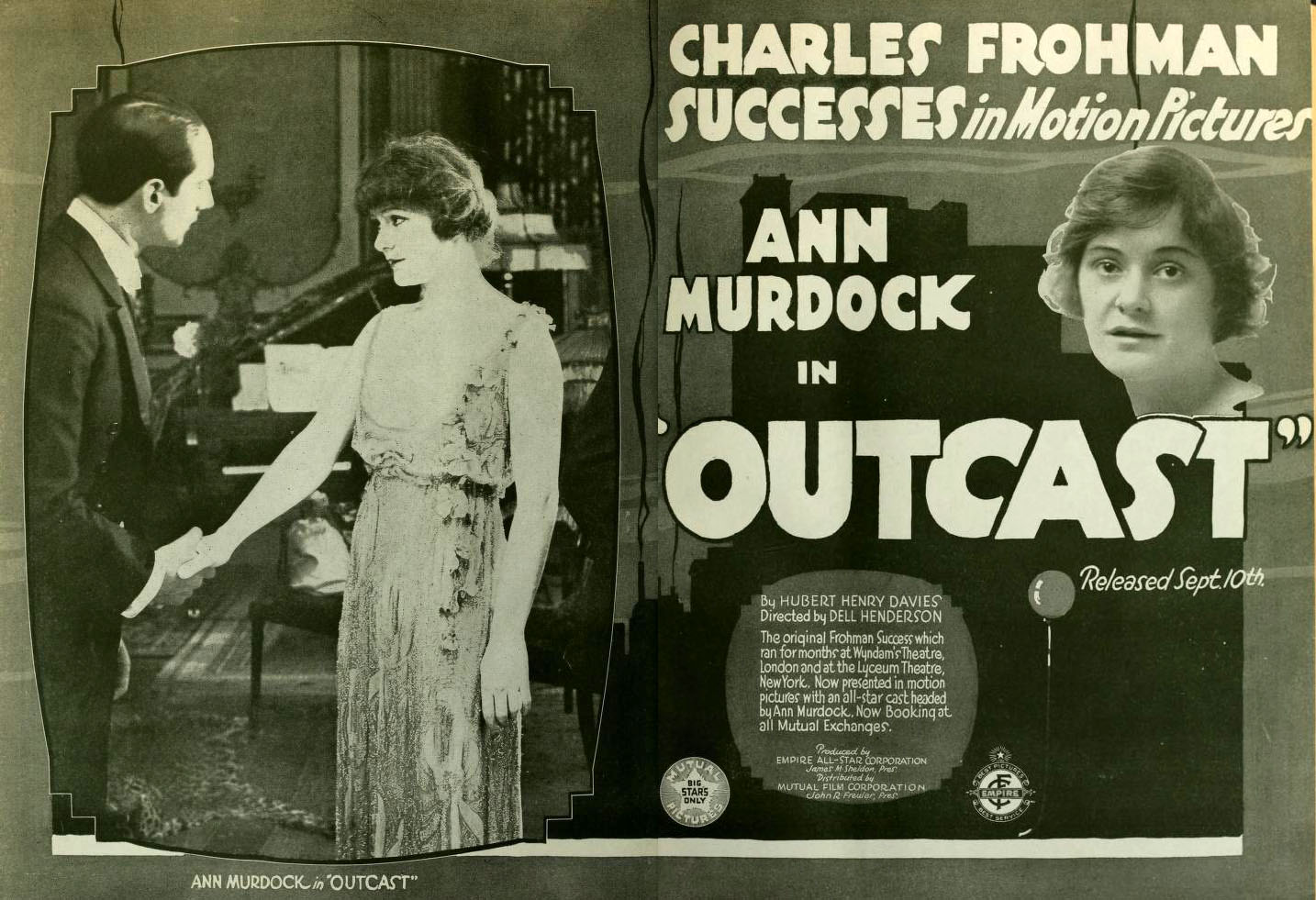
Werbeplakat für The Outcast mit Ann Murdock (1917).

Frohman ging an die Börse, gründete 1890 die Charles Frohman Stock Company und zwei Jahre später die Empire Theatre Stock Company. Beides rentierte sich und ebnete seinen Weg in der New Yorker Theaterwelt. 1893 produzierte er seine erste Broadway-Aufführung, Clyde Fitchs Masked Ball mit Frohmans Neuentdeckung Maude Adams. Im Laufe seiner Karriere entdeckte Frohman auf beiden Seiten des Atlantiks Dutzende neuer Schauspieltalente, darunter John Drew, Edna May Oliver, Ethel Barrymore, Marie Tempest, Amelia Herbert, Rita Jolivet und viele andere. Zudem arbeitete er mit Henry Miller, William Gillette, Billie Burke, Nina Boucicault und Julia Marlowe. Er kümmerte sich persönlich um das Wohlergehen seiner Schützlinge; verschenkte Bücher, Pralinen, Blumen und andere Aufmerksamkeiten. Außerdem suchte er viele Kostüme und Requisiten selbst aus, um sicherzugehen, dass die Stücke hundertprozentig seinen Vorstellungen entsprachen.
Im Jahr 1895 produzierte Frohman die amerikanische Uraufführung von Oscar Wildes The Importance of Being Earnest. Im darauffolgenden Jahr gründete er mit seinen Kollegen Al Hayman, Abraham L. Erlanger, Marc Klaw, Samuel F. Nixon und Fred Zimmerman das Theatrical Syndicate, eine Organisation, die das Vertragswesen in der amerikanischen Theaterwelt monopolisieren sollte.
Zu seinen erfolgreichsten Stücken zählte James M. Barries Peter Pan im Jahr 1905, wieder mit Maude Adams. Frohman hatte vor allem einen Hang zu Komödien und heiteren Stücken, was in Zeiten groß inszenierter Dramen eine Seltenheit war. Er hatte eine Abneigung gegen die vielen „blutigen, überdramatisierten Stücke“, die Amerika zu dieser Zeit beherrschten. Als die Konkurrenz der Shubert Brothers spürbar wurde, wandte sich Frohman dem europäischen Markt zu und gründete 1910 ein Theater in London, wo er Stars wie George du Maurier entdeckte und mit der Opern-Aktrice Josephine Brandell in Kontakt kam. Bis 1915 hatte Frohman über 700 Shows produziert und beschäftigte mehr als 700 Schauspieler pro Saison. Jedes Jahr im Herbst besuchte er sein Theater in London, um neue Aufführungen auf die Beine zu stellen und neue Talente aufzuspüren.
Frohman war sehr darauf bedacht, sein Privatleben privat zu halten und zeigte sich nur selten in der Öffentlichkeit. Er riet seinen Schauspielern oft, es ihm gleichzutun. Gerüchten zufolge hatte er heimlich Maude Adams geheiratet, was aber weder von Adams noch von Frohman selbst je bestätigt wurde.

## Unfall
Im November 1911 stürzte Frohman, der mit zunehmendem Alter an Arthritis litt, in seinem Haus in White Plains, New York, eine Treppe herab, und musste fortan am Stock gehen, den er sarkastisch „meine Frau“ nannte. Er hatte große Schmerzen in den Gelenken und konnte sich nur noch mit Mühe selbstständig fortbewegen. Trotz guter ärztlicher Behandlung besserte sich sein Zustand nicht.

## Tod
Im Frühjahr 1915 unternahm Frohman seinen jährlichen Trip nach Großbritannien, um sich Gaby Deslys in James M. Barries Rosy Rapture: The Pride of the Beauty Chorus am Duke of York Theatre in London anzusehen und um sich am Londoner West End nach neuen Schauspieltalenten umzusehen. Er buchte für sich und seinen britischen Dienstboten William Stainton, der seit 1911 für ihn tätig war, eine Passage Erster Klasse auf dem britischen Luxusliner Lusitania, der am Sonnabend, dem 1. Mai New York verließ und planmäßig am 8. Mai in Liverpool einlaufen sollte. Frohman belegte die Luxussuite B-75 (Ticket-Nr. 46052), die ein eigenes Badezimmer hatte. William Stainton war in der Kabine B-61 untergebracht.
Frohman wurde von mehreren Bekannten aus der New Yorker Schauspielszene begleitet, darunter Justus Forman, Charles Klein und Rita Jolivet. Auch Frohmans Bekannte Josephine Brandell war an Bord sowie die unter seinem Management stehenden Schauspielerinnen Millie Baker und Amelia Herbert. Der Komponist Jerome Kern und der Schauspieler William Gillette wollten ihn ursprünglich nach London begleiten, aber Kern verschlief die Abfahrt, nachdem er am Vorabend zahlreiche Zugaben bei einer Party hatte geben müssen und Gillette wurde von vertraglichen Pflichten in Philadelphia aufgehalten.
Der zunehmend aggressive U-Boot-Krieg in Europa und die expliziten Warnungen des Kaiserreichs, nicht auf britischen Handelsschiffen zu reisen, hatten bei vielen Reisenden ihre Spuren hinterlassen. Viele Freunde baten Frohman inständig, nicht mit der Lusitania nach England zu fahren. John Drew telegrafierte kurz vor der Abfahrt an Frohman: „Ich werde dir niemals vergeben, wenn du von einem U-Boot in die Luft gejagt wirst.“ Ein anderer fragte ihn: „Hast du keine Angst vor den U-Booten?“ Frohman antwortete: „Nein, das Einzige, wovor ich Angst habe, sind Schuldscheine.“
An Bord der Lusitania verbrachte Frohman die meiste Zeit in seiner Kabine und arbeitete ununterbrochen an laufenden und neuen Produktionen. Am 4. Mai rief er wegen starker Schmerzen im Bein den Schiffsarzt. Zwei Tage später gab er in seiner Suite eine private Party, die von vielen bekannten Mitreisenden frequentiert wurde. Als die Lusitania am 7. Mai die südirische Küste passierte, wurde sie von dem deutschen U-Boot U 20 angegriffen und versenkt. Frohman befand sich mit einigen Mitgliedern seiner Entourage an Deck. Er versuchte noch, die Schauspielerin Rita Jolivet zu beruhigen und gab ihr Tipps, wie sie sich an der Reling festhalten sollte („Als ob er mir nur ganz gewöhnliche Bühnenanweisungen gab“, sagte sie später). Er überließ seine Schwimmweste einer Frau und zündete sich eine Zigarre an. Die Gruppe blieb zusammen, bis das Wasser sich über dem Schiff schloss und sie auseinanderriss.
Der gehbehinderte Frohman überlebte den Untergang nicht. Seine letzten Worte zeugten von seinem theatralischen Charakter: To die would be an awfully big adventure („Sterben wäre ein ungeheuer großes Abenteuer.“ – Zitat aus Peter Pan.) Seine Leiche wurde als #24 identifiziert, in die USA überführt und auf dem Union Field Cemetery in Ridgewood, New Jersey beigesetzt. Fälschlicherweise wird auf seinem Grabstein der 16. Juni als Geburtsdatum angegeben.

## Filmische Rezeption
In dem Film Wenn Träume fliegen lernen aus dem Jahr 2004 wird Frohman von Dustin Hoffman dargestellt.